# Penny Johnsonová Jeraldová
Penny Johnsonová Jeraldová (* 14. března 1961 Baltimore, Maryland, USA), rodným jménem Johnsonová, je americká herečka.
V televizi debutovala v roce 1983, v průběhu 80. let a na začátku 90. let se objevila v menších rolích v seriálech, jako jsou např. T.J. Hooker, Poldové z Hill Street, The Paper Chase, Homeroom či Columbo. V roce 1994 ztvárnila postavu Dobary v epizodě „Domů“ seriálu Star Trek: Nová generace. V seriálu Star Trek: Stanice Deep Space Nine hrála mezi lety 1995 a 1999 v celkem 15 epizodách Kasidy Yatesovou, kapitána nákladní lodi. Hrála v seriálech The Larry Sanders Show, Pohotovost, 24 hodin, October Road, Castle na zabití a The Orville, objevila se také např. v seriálech Akta X, Frasier, Zákon a pořádek, Eve, 4400, Námořní vyšetřovací služba či Sběratelé kostí. V televizním filmu 11. září 2001: Čas krize ztvárnila Condoleezzu Riceovou.
Od roku 1982 je vdaná za jazzového hudebníka Gralina Jeralda, se kterým má dceru Danyel.

## Filmografie

### Film
| Rok  | Název                             | Role                          | Poznámky |
| ---- | --------------------------------- | ----------------------------- | -------- |
| 1984 | Odpolední směna                   | Genevieve                     |          |
| 1984 | Kruté oči hor 2                   | Sue                           |          |
| 1991 | Goin' to Chicago                  | Darlene                       |          |
| 1993 | Fear of a Black Hat               | Re-Re                         |          |
| 1993 | Tina Turner                       | Lorraine Taylor               |          |
| 1994 | Molly & Gina                      | Maria                         |          |
| 1995 | Automatic                         | Julia Rodriguez               |          |
| 1997 | Absolutní moc                     | Laura Simon                   |          |
| 1998 | Krippendorf's Tribe               | učitelka (nekreditovaná role) |          |
| 2005 | Bohémové                          | bohémka (nekreditovaná role)  |          |
| 2015 | Justice League: Gods and Monsters | prezidentka Amanda Waller     |          |
| 2017 | Parker's Anchor                   | Laurie                        |          |

### Televize
| Rok        | Název                                        | Role                         | Poznámky                                            |
| ---------- | -------------------------------------------- | ---------------------------- | --------------------------------------------------- |
| 1983       | American Playhouse                           | Jill Hatch                   | díl: „The Files on Jill Hatch: Part 1“              |
| 1984       | The Impostor                                 | Michelle                     | TV film                                             |
| 1984       | T. J. Hooker                                 | Lisa Cody                    | díl: „Anatomy of a Killing“                         |
| 1984       | Poldové z Hill Street                        | Jackie DeWitt                | díl: „Blues for Mr. Green“                          |
| 1984–86    | The Paper Chase                              | Vivian Conway                | 17 dílů                                             |
| 1985       | The Jeffersons                               | Danelle                      | díl: „Last Dance“                                   |
| 1985       | The Grand Baby                               | Betty                        | TV film                                             |
| 1985       | Simon & Simon                                | Hanna McKenzie               | díl: „Out-of-Town Brown“                            |
| 1986       | General Hospital                             | Debbie                       |                                                     |
| 1987       | 1st & Ten: The Championship                  | Phyllis                      | 3 díly                                              |
| 1987       | Women in Prison                              | Patty                        | díl: „Walk This Way“                                |
| 1988       | The Cosby Show                               | zdravotní sestra             | díl: „The Visit“                                    |
| 1988       | Simon & Simon                                | Evelyn Jacobson/Doris Beeman | díl: „Zen and the Art of the Split-Finger Fastball“ |
| 1989       | Homeroom                                     | Virginia Harper              | 13 dílů                                             |
| 1989       | Četa v akci                                  | Jan Hudson                   | díl: „For What It's Worth“                          |
| 1989       | She's the Sheriff                            | Dorothy                      | 2 díly                                              |
| 1990       | Freddyho noční můry                          | Elaine Alamo                 | díl: „Life Sentence“                                |
| 1990       | Coach                                        | Susan Birch                  | díl: „The Day That Moses Came to Town“              |
| 1990       | Kaleidoskop                                  | Paula                        | TV film                                             |
| 1990       | Noční vidiny                                 | Luanne                       | TV film                                             |
| 1990       | Parker Lewis musí vyhrát                     | Ms. Miriam Donnelly          | díl: „Teacher, Teacher“                             |
| 1991       | Columbo                                      | Maxine Jarrett               | díl: „Vražda škodí zdraví“                          |
| 1992–1998  | The Larry Sanders Show                       | Beverly Barnes               | 82 dílů                                             |
| 1993       | Ročník 61                                    | Lavinia                      | TV film                                             |
| 1993       | Empty Cradle                                 | Gail Huddle                  | TV film                                             |
| 1994       | Star Trek: Nová generace                     | Dobara                       | díl: „Domů“                                         |
| 1995–1999  | Star Trek: Stanice Deep Space Nine           | Kasidy Yatesová              | 15 dílů                                             |
| 1996       | The Road to Galveston                        | Laney Roosevelt              | TV film                                             |
| 1996       | Grace v jednom kole                          | Bailey Alford                | 2 díly                                              |
| 1996       | Perfektní vražda                             | Sylvia Guzman                | TV film                                             |
| 1996       | The Writing on the Wall                      | Geraldine                    | TV film                                             |
| 1997       | Cosby                                        | Penny                        | díl: „Brave New Hilton“                             |
| 1997       | The Gregory Hines Show                       | Elizabeth                    | díl: „Pilot“                                        |
| 1998–1999  | Pohotovost                                   | sestra Lynette Evans         | 9 dílů                                              |
| 1999       | The Test of Love                             | Hope                         | TV film                                             |
| 2000       | The Color of Friendship                      | Roscoe Dellums               | TV film                                             |
| 2000       | Úmyslný čin                                  | Laura Harmon                 | TV film                                             |
| 2000       | Rodinné právo                                | Christine Webber             | díl: „Family Values“                                |
| 2001       | Akta X                                       | dr. Hellura Lyle             | díl: „Medúza“                                       |
| 2001       | Advokáti                                     | Laura Garrett                | díl: „Awakenings“                                   |
| 2001       | Citizen Baines                               | Denise Willis                | díl: „A Day Like No Other“                          |
| 2001–2004  | 24 hodin                                     | Sherry Palmer                | 45 dílů                                             |
| 2002       | Dotek anděla                                 | Eleanor                      | díl: „The Impossible Dream“                         |
| 2003       | 11. září 2001: Čas krize                     | Condoleezza Riceová          | TV film                                             |
| 2003       | Frasier                                      | Carol                        | díl: „Maris se vrací“                               |
| 2005–2006  | Eve                                          | Beverly Williams             | 4 díly                                              |
| 2006       | Zákon a pořádek                              | slečna Bookerová             | díl: „Choice of Evils“                              |
| 2006       | Po stopách 11. září                          | Condoleezza Riceová          | TV film                                             |
| 2007       | 4400                                         | Rebecca Parrish              | 3 díly                                              |
| 2007–2008  | October Road                                 | Leslie Etwood                | 10 dílů                                             |
| 2009–2010  | Námořní vyšetřovací služba                   | Joanne Torrence              | 2 díly                                              |
| 2010       | Sběratelé kostí                              | Rachel Adams                 | díl: „X v aktech“                                   |
| 2010       | House of Payne                               | Maxine                       | 3 díly                                              |
| 2011–2015  | Castle na zabití                             | kapitán Victoria Gates       | 76 dílů                                             |
| 2015       | Justice League: Gods and Monsters Chronicles | prezidentka Amanda Waller    | díl: „Bomb“                                         |
| 2015       | Media                                        | Jackie Jones                 | TV film                                             |
| 2017–dosud | The Orville                                  | dr. Claire Finn              | hlavní role                                         |